# Оптика на фазованих решітках
Оптика на фазованих решітках — це технологія керування фазою та амплітудою світлових хвиль, що передаються, відбиваються або захоплюються (приймаються) двовимірною поверхнею за допомогою регульованих поверхневих елементів. Оптична фазована решітка (ОФР) є оптичним аналогом фазованої антенної решітки для радіохвиль. Динамічно керуючи оптичними властивостями поверхні в мікроскопічному масштабі, можна керувати напрямком світлових променів (в ОФР передавача) або напрямом приймання датчиків (у ОФР приймача), без рухомих частин. Плавне керування променем використовується для оптичного перемикання та мультиплексування в оптоелектронних пристроях та для прицілювання лазерних променів у макроскопічному масштабі.
Пристрої, що дозволяють точно керувати фазою у двох вимірах, є типом просторового модулятора світла.
Складні схеми зміни фаз можуть бути використані для створення дифракційних оптичних елементів, таких як динамічні віртуальні лінзи, для фокусування або поділу променя. Динамічне варіювання фаз може також створювати голограми в режимі реального часу. Пристрої, що дозволяють детально управляти фазою з двома вимірами, є різновидом просторового модулятора світла.

## Передавач
Передавач з ОФР включає джерело світла (лазер), пристрої для поділу луча, фазові перемикачі та масив випромінюючих елементів. Вихідне світло лазера розбивається на кілька гілок за допомогою деревоподібного розгалужувача. Потім кожну гілку подають на регульований фазообертач. Фазово-зміщене світло вводиться до випромінюючого елемента (нанофотонна антена), який випромінює світло у навколишнє середовище. Випромінюване елементами світло поєднується в дальньому полі і утворює матрицю дальнього поля масиву. Регулюючи відносний фазовий зсув між елементами, можна формувати і керувати лучем.

## Приймач
У ОФР приймача падаюче на поверхню світло (як правило, когерентне світло) приймається набором нанофотонних антен, розміщених у одновимірному або двовимірному масиві. Фаза прийнятого світла зміщується, а амплітуда множиться на певний ваговий коефіцієнт. Потім ці сигнали складаються разом в оптичному або електронному вигляді, щоб утворити приймальний промінь. Регулюючи зсуви фаз можна керувати різними напрямками прийому, і світло, прийняте з кожного напрямку збирається вибірково.

## Застосування
У нанотехнології ОФР належить до масивів лазерів або просторових модуляторів світла з адресованими фазовими та амплітудними елементами, меншими за довжину хвилі світла. Поки що теоретично, такі масиви високої роздільної здатності дозволять надзвичайно реалістично відображати тривимірне зображення за допомогою динамічної голографії без зайвих дифракційних елементів. Запропоновано також застосування у зброї, космічних комунікаціях та невидимості (оптичного камуфляжу).
Програма DARPA Excalibur має на меті забезпечити корекцію атмосферних турбулентностей в режимі реального часу для лазерної зброї.